# Décès en septembre 1995
Décès
- 1991
- 1992
- 1993
- 1994
- 1995
- 1996
- 1997
- 1998
- 1999

Pour une information complémentaire, voir la page d'aide.

| Date         | Nom                  | Activités                                                      | Âge | Source |
| ------------ | -------------------- | -------------------------------------------------------------- | --- | ------ |
| 1 septembre  | Serge Temoff         | acteur américain                                               | 93  |        |
| 2 septembre  | Václav Neumann       | chef d'orchestre, violoniste et altiste tchèque                | 74  |        |
| 3 septembre  | Karl Maria Hettlage  | juriste, homme politique et militaire allemand                 | 92  | (de)   |
| 5 septembre  | Georgi Berkov        | footballeur bulgare devenu entraîneur                          | 68  |        |
| 5 septembre  | Vinko Golob          | footballeur bosnien                                            | 74  | (en)   |
| 5 septembre  | Albert Pardigon      | footballeur français                                           | 80  |        |
| 8 septembre  | Halldis Moren Vesaas | poétesse norvégienne                                           | 87  |        |
| 9 septembre  | Reinhard Furrer      | spationaute allemand                                           | 54  |        |
| 10 septembre | Charles Denner       | comédien français                                              | 69  |        |
| 12 septembre | Jeremy Brett         | acteur britannique                                             | 61  |        |
| 12 septembre | Larry Gales          | contrebassiste                                                 | 59  |        |
| 12 septembre | Tom Helmore          | acteur anglais                                                 | 91  | (en)   |
| 13 septembre | Ben van Buel         | homme politique néerlandais                                    | 82  |        |
| 15 septembre | Gunnar Nordahl       | footballeur suédois                                            | 73  |        |
| 15 septembre | Rien Poortvliet      | illustrateur et peintre néerlandais                            | 63  | (nl)   |
| 17 septembre | Lucien Victor        | coureur cycliste belge                                         | 64  |        |
| 17 septembre | Jean Gol             | homme politique belge                                          | 53  |        |
| 21 septembre | Julio Alejandro      | poète, scénariste, réalisateur, acteur et compositeur espagnol | 88  | (en)   |
| 23 septembre | Thomas Beck          | acteur américain                                               | 89  |        |
| 25 septembre | Michel Cressole      | journaliste, essayiste et militant homosexuel français         | 47  |        |